# Fatima Tabaamrant
Fatima bent Muhammed Chahou (en berbère: ⴼⴰⵟⵉⵎⴰ ⵜⴰⴱⴰⵄⵎⵕⴰⵏⵜ) née à Aït Baâmrane dans la région de Souss le 30 juillet 1962, est une chanteuse-compositrice-interprète, danseuse et actrice marocaine de langue chleuh.
Parfois surnommée « la voix des Aït Baâmrane », elle revendique pour elle le titre de Raissa (en berbère tamrayst), c'est-à-dire maître dans l'art de la chanson, de l’écriture poétique et de composition musicale, et cheffe d'une troupe de musiciens.

## Biographie
Fatima Tabaamrant est née dans le Douar de Id Salem à Ifrane Atlas Saghir (Ifrane Anti Atlas) province de Guelmim, la région de Guelmim Oued Noun. Orpheline de mère à l'âge de trois ans, à cause du second mariage de son père, elle a été forcée de vivre avec d'autres parents. Cette expérience l'a marquée profondément et, en réaction à cette situation, elle s'est tournée vers la poésie, qui est devenue son activité principale.
Après l’échec de son premier mariage, elle entame une carrière professionnelle de musicienne et de chanteuse en 1983, avec l'aide de  Raiss Jamaâ El Hamid, avec qui elle travaille jusqu'en 1991, quand elle crée son propre groupe.
Elle a enregistré de nombreux albums, et elle est connue hors du Maroc particulièrement pour "Taghlaghalt ou l'Écho de l'Atlas" (Institut du monde arabe, 2007).
Elle défend l'usage public et l'enseignement de la langue amazighe, et a fait campagne en 2011 pour la reconnaissance de la langue berbère comme seconde langue officielle du Maroc : « ce sont les lois, les décrets qui vont organiser l'exécution de cette reconnaissance d'une langue, d'une culture marginalisées pendant des siècles »,,.

## Carrière politique
Elle est membre de la Chambre des représentants du Maroc de 2011 à 2016. Elle est la première personne à y poser une question en langue amazigh.